# Modern femkamp

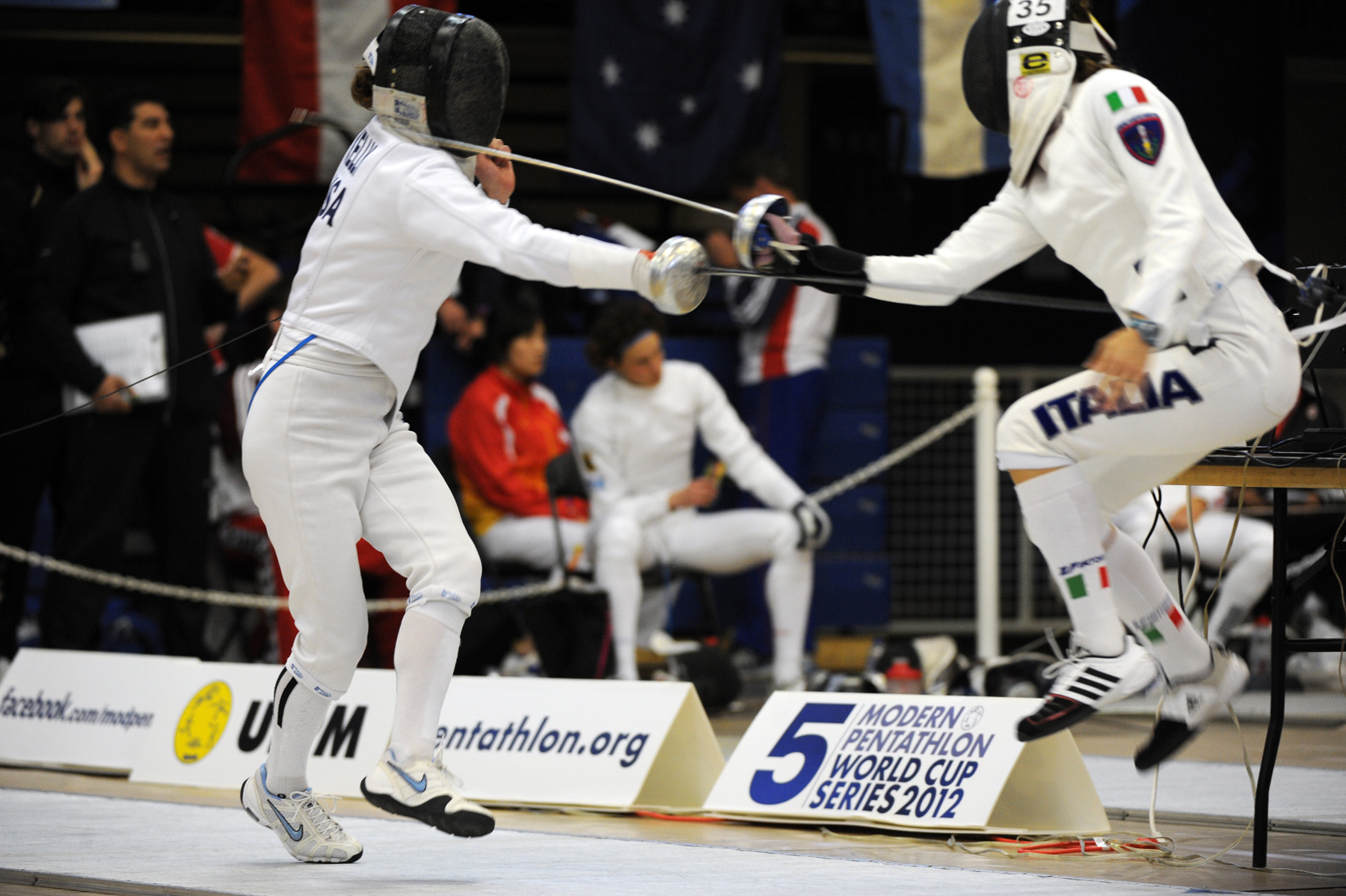
Fäktmomentet under World Cup Series 2012

Modern femkamp är en olympisk idrott bestående av fäktning, hästhoppning, simning och LaserRun, som kombinerar terränglöpning och skytte. Den beslutades införas inför Olympiska sommarspelen 1912 i Stockholm, efter en idé av Pierre de Coubertin. Hans tanke var att åstadkomma en modern version av de antika olympiska spelens femkamp.

## Moment
I modern femkamp tävlar man i fem olika delmoment, som genomförs under en dag: fäktning, hästhoppning, simning, skytte och terränglöpning. 
1. Fäktning: Alla möter alla i enminutersmatcher. Första giltiga stöt vinner. Lyckas ingen av deltagarna få in en stöt, får båda noll poäng.
2. Hästhoppning: Tidshoppning på en 350–450 meter lång bana med 12 hinder, varav minst ett dubbel- och trippelhinder. Hästarna lottas ut till deltagarna och de får 20 minuter att lära känna varandra-
3. Simning: 200 meter frisim.
4. LaserRun: terränglöpning om 3 200 (4 × 800) meter samt skytte med luftpistol om fem skott var 800:e meter.

## Historik och förändringar
De ursprungliga tävlingsreglerna utformades till OS 1912 i Stockholm av en svensk kommitté, ledd av Viktor Balck.
Grenarna utfördes då under fem dagar, och var duellskytte (skott på pappfigur) som vreds efter 3 sekunder. Vilken revolver eller pistol som helst fick användas, om den hade öppet korn och ammunition i metallhylsa. 20 skott i fyra serier med två provskott. Därefter simning 300 meter fritt, värjfäktning, ridning på (max) 5 000 meter terrängbana med naturliga och tillverkade hinder samt terränglöpning om ungefär 4 000 meter.
Inledningsvis utsågs totalsegraren genom att platssiffran (placeringen) i varje gren summerades. För att få större rättvisa infördes 1956 en poängberäkning så att den tävlande som når högst sammanlagd poäng är segrare.
Det första dopningsfallet i ett olympiskt spel drabbade femkampen i OS 1968. Det var också den enda fällningen i det olympiska spelet. Ett av svenska femkampslagets prover visade en alkoholhalt på över gränsen på 0,4 promille. En av lagmedlemmarna, Hans-Gunnar Liljenwall, berättade att han druckit två starköl innan skyttet, vilket han menade absolut inte borde ge den angivna promillehalten. Sverige överklagade, bland annat för att det fanns tveksamheter hur proven behandlats och att det var allmänt känt att skyttar drack alkohol innan tävlingar. De tvingades till sist lämna tillbaka sina bronsmedaljer.
Inför OS 1996 gjordes tävlingen om så att alla grenar utfördes under en dag, för att bli mer attraktiv i konkurrensen med nya OS-grenen triathlon. Också ordningen ändrades så att den inleddes med skytte, sedan värja och simning för avslutas med ridning och löpning. Nyordningen hade redan etablerats i bland annat tre världsmästerskap innan OS.
Före 2000 fick inte damer delta i modern femkamp på OS. De hade redan VM-tävlingar och tävlade på OS i Sydney 2000.
Före 2009 var löpningen och skyttet två separata moment. Vid införandet till ett kombinerad gren, luftpistol och traditionella pellets samt löpning, kallades grenen Combined Event. Från och med 2011 introducerades laserskytte istället för det traditionella med pellets. Laserskyttet gjorde sin debut i OS-sammanhang 2012 i London, och grenen bytte namn till LaserRun.
Under olympiska spelen 2020 i Tokyo var det en av hästarna och de tävlande som inte fungerade tillsammans. TV-sändningen visade hur tränaren sa åt den tävlande att piska hästen vilket hon också gjorde, utan att det fungerade. Bilderna blåste upp en storm, inte minst i ridsportsförbunden, och det beslutades att från och med olympiska spelen 2028 i Los Angeles ska grenen tas bort och ersättas med en hinderbana, Obstacle Course Race, utan häst.

## Sverige
Sverige har skördat stora internationella framgångar i modern femkamp. Från OS 1912 fram till 2008 har Sverige tagit 9 guld, 6 silver och 4 brons. 
Några kända svenska femkampare är  Johan Gabriel Oxenstierna (olympisk guldmedaljör i Los Angeles 1932), Gösta Gärdin, William Grut, Sven Thofelt, Lars Hall, Björn Thofelt (världsmästare i Budapest 1954), samt den senaste olympiske guldmedaljören Björn Ferm, som vann i Mexiko 1968. Senaste gången Sverige tog medalj var vid OS i Los Angeles 1984 när Svante Rasmuson tog silver.

### Aktiva föreningar
Nedan listas aktiva moderna femkampsföreningar i Sverige:
Dalarna-Hälsingland-Gästrikland MKF
- Dalregementets IF – Mångkamp

Mångkampförbundet Halland-Skåne
- IS Göta – Mångkamp

Mångkampförbundet Väst
- P 4 IF – Mångkamp

Småland-Blekinge MKF
- Kalmar Modern FKS – Mångkamp
- Karlskrona SS – Mångkamp

Stockholms Mångkampsförbund
- K 1 Skytte O IF – Mångkamp
- Saltsjöbadens IF – Mångkamp

Uppland-Västmanland MKF
- Föreningen Uppsala Modern Femkamp – Mångkamp

Västerbottens Mångkampsförbund
- Sandviks IK – Mångkamp

Östergötland-Södermanland MKF
- A 1 IF – Mångkamp